# SFR Forsmark
Das SFR Forsmark (schwed. Slutförvar För Radioaktivt avfall) ist ein Endlager des Betreibers Svensk Kärnbränslehantering (SKB) für die Aufnahme von schwach- und mittelradioaktiven Abfällen aus dem Kernkraftwerk Forsmark. Es befindet sich 60 m tief im Fels aus Kristallingesteinen unterhalb des Baltischen Meeres in der Gemeinde Östhammar, in der auch das Kernkraftwerk Forsmark steht. Der überwiegende Teil der Abfälle stammt aus dem Betrieb der schwedischen Kernkraftwerke, ein kleinerer Anteil aus Forschung und Medizin.
Zwei 1000 m lange Tunnel führen von den obertägigen Gebäuden zu vier Einlagerungskammern und einem zylindrischen Hohlraum mit einem Betonsilo. Die Kammern sind für die Aufnahme der schwachradioaktiven und einiger mittelradioaktiver Abfälle vorgesehen, in dem Silo soll der größte Anteil der mittelradioaktiven Abfälle eingelagert werden. Die derzeitige Lagerkapazität des Endlagers beträgt 63.000 m³. Ein Ausbau um weitere 30.000 m³ zu einem späteren Zeitpunkt ist geplant. Zur Aufnahme von Stilllegungsabfällen ist längerfristig eine zusätzliche Erweiterung auf etwa 200.000 m³ erforderlich.
Das Endlager wurde von 1983 bis 1988 gebaut.

## Geplantes Endlager für hochradioaktive Abfälle
Am 27. Januar 2022 erteilte die schwedische Regierung der Firma SKB die Baugenehmigung für ein Endlager für hochradioaktive Abfälle, d. h. für abgebrannte Kernbrennstäbe, am Standort Forsmark in 500 m Tiefe. Der Bau selbst soll etwa 10 Jahre dauern.
Laut einer Umfrage im April 2022 wird der Bau des Endlagers von 84 % der Bevölkerung der betroffenen Gemeinde Östhammar unterstützt.
Die Genehmigung zur Einlagerung von rund 6.000 Kapseln mit 12.000 Tonnen an radioaktiven Abfall wurde im Oktober 2024 durch ein Land- und Umweltgericht erteilt.

## Kritik
In der Wissenschaftszeitschrift Catalysis Letter hat eine internationale Forschergruppe eigene Studien präsentiert. Diese legen nahe, dass sich Kupfer ohne Beisein von Sauerstoff im Wasser auflöst. „Kupfer reagiert mit Chloriden und Sulfiden, aber auch mit dem Wassermolekül an sich.“ „In unseren Experimenten können wir zeigen, dass die Korrosion 1.000 oder gar 10.000 Mal schneller abläuft, als SKB in ihrer so genannten Sicherheitsanalyse angibt.“ Die Behälter könnten folglich schneller als gedacht zerfallen, hochgiftige Nuklide in das Grundwasser und damit an die Oberfläche gelangen. „Der Mantel der Kupferkapsel müsste einen Meter dick sein, um einen Zeitraum von 100.000 Jahren zu überstehen“, „zumal die Korrosion in der ersten Phase wegen der hohen Temperaturen durch die Strahlung noch zusätzlich befördert wird“, warnte Peter Szakálos, Materialforscher an der Königlich Technischen Hochschule (KTH) in Stockholm.
Die Nuklearkatastrophe von Fukushima im März 2011 in Japan hat auch in Schweden das Vertrauen in die Kerntechnik erneut ins Wanken gebracht. Zahlreiche Umweltverbände und die schwedischen Grünen kritisieren den Bauantrag für das Endlager Forsmark als verfrüht. Alarmiert von einem Forscherstreit hat die für die Genehmigung zuständige schwedische Aufsichtsbehörde eine internationale Expertenkommission berufen.